# MovilDIA
MóvilDia (anteriormente Diamóvil) fue un operador móvil virtual español perteneciente a la cadena de  Supermercados Dia.
MovilDia utilizaba la red de Orange.

## Historia
El 4 de septiembre de 2007, el grupo Carrefour aumentó su servicio de telefonía móvil en España lanzando al mercado un nuevo operador móvil virtual bajo el nombre de Diamóvil, utilizando la red GSM de Orange. De esta forma, Carrefour Móvil se hizo la competencia a sí mismo aprovechando la marca de su filial y desde entonces gestiona dos operadores móviles virtuales en el mercado español.
En el verano de 2010, Diamóvil cambia de nombre y pasa a llamarse MovilDia (actual denominación de la operadora).
Fue el primer OMV de una cadena de supermercados que ofrece descuentos en la compra por llamar y que regalaba saldo gratis por comprar en su supermercado.
También fue el primer OMV que ofrece una tarjeta con un código de barras para facilitar y reducir el tiempo dedicado a realizar las recargas desde las cajas.
En 2008 llegó a alcanzar los 23.800 clientes.
El 30 de septiembre de 2019 MóvilDia cesa definitivamente sus operaciones tras muchos meses perdiendo clientes.

## Servicios
Dentro de las posibilidades de la telefonía móvil, MovilDIA solo ofrecía servicio de llamadas de voz y envío de SMS o MMS en la modalidad de prepago desde su creación hasta enero de 2015. El 7 de enero de 2015, añadió a sus servicios la posibilidad de acceder a Internet a través del móvil mediante la red 3G a velocidad HSDPA o a través de la red 2G.